# Craterocephalus amniculus
Craterocephalus amniculus és una espècie de peix pertanyent a la família dels aterínids.

## Descripció
- Pot arribar a fer 5,5 cm de llargària màxima.[5][6]

## Hàbitat
És un peix d'aigua dolça, bentopelàgic i de clima subtropical.

## Distribució geogràfica
Es troba a Austràlia: Nova Gal·les del Sud.

## Observacions
És inofensiu per als humans i solitari (o forma grups de 10-15 peixos).